# Clay Cross
Clay Cross är en stad och civil parish i grevskapet Derbyshire i England. Staden ligger i distriktet North East Derbyshire, cirka 8 kilometer söder om Chesterfield. Tätortsdelen (built-up area sub division) Clay Cross hade 12 925 invånare vid folkräkningen år 2011.